# Zoltán Sztanity
Zoltán Sztanity (* 1. Februar 1954 in Győr) ist ein ehemaliger ungarischer Kanute.

## Erfolge
Zoltán Sztanity startete bei seinem Olympiadebüt 1976 in Montreal im Einer-Kajak auf der 500-Meter-Strecke. Nach zweiten Plätzen in seinem Vorlauf und seinem Halbfinallauf belegte er auch im Finallauf den zweiten Platz. Er gewann damit hinter dem Rumänen Vasile Dîba und vor Rüdiger Helm aus der DDR die Silbermedaille. Bei den Olympischen Spielen 1980 in Moskau trat er in zwei Wettbewerben an. Im Einer-Kajak gelang ihm über 500 Meter zwar erneut der Einzug ins Finale, dort kam er jedoch nicht über den neunten und damit letzten Platz hinaus. Darüber hinaus gehörte Sztanity zum ungarischen Aufgebot im Vierer-Kajak über 1000 Meter. Mit József Deme, János Rátkai und József Kosztyán belegte er im Vorlauf den vierten Platz und qualifizierte sich dank Rang zwei im Halbfinale für den Endlauf. Diesen beendeten sie in 3:17,27 Minuten auf Rang fünf, 1,8 Sekunden hinter dem Bronzerang.
Bereits 1975 wurde Sztanity in Belgrad mit der 4-mal-500-Meter-Staffel im Einer-Kajak Weltmeister. Zwei Jahre später sicherte er sich in Sofia im Einer-Kajak auf der 500-Meter-Strecke die Bronzemedaille.